# Chengyuchelys
Chengyuchelys – rodzaj żółwia z rodziny Chengyuchelyidae.

## Historia
Jest to pierwszy dawny żółw z mezoplastronem znaleziony w Chinach. Jego pozostałości zostały odnalezione przez C.C. Younga i M.C. Chowa podczas prac związanych z budową linii kolejowej w Syczuanie. Niestety dokładnej lokalizacji szczątków nie zanotowano. Dzięki nim naukowcy opisali gatunek Chengyuchelys baenoides. Przez długi czas był to jedyny okaz. Szczęśliwie później znaleziono kolejne pozostałości tego żółwia. Znajdują się one w Muzeum Dinozaurów w Zigong.

## Budowa ciała
Cechował się on szerokim wałem kostnym o co najmniej trzech łuskach inframarginalnych po bokach ciała, natomiast środkowa część łuski odbytowej zagłębiała się w hipoplastronie od przodu.